# أليكس ألفيس كاردوسو
أليكس ألفيس كاردوسو (بالبرتغالية: Alex Alves Cardoso‏) (25 أغسطس 1992 في البرازيل - ) هو لاعب كرة قدم برازيلي في مركز الدفاع. لعب مع نادي بارانا ونادي غوياس.

## وصلات خارجية
- أليكس ألفيس كاردوسو على موقع قاعدة بيانات كرة القدم.إي يو (الإنجليزية)
- أليكس ألفيس كاردوسو على موقع Soccerway.com (الإنجليزية)